# Google Panda

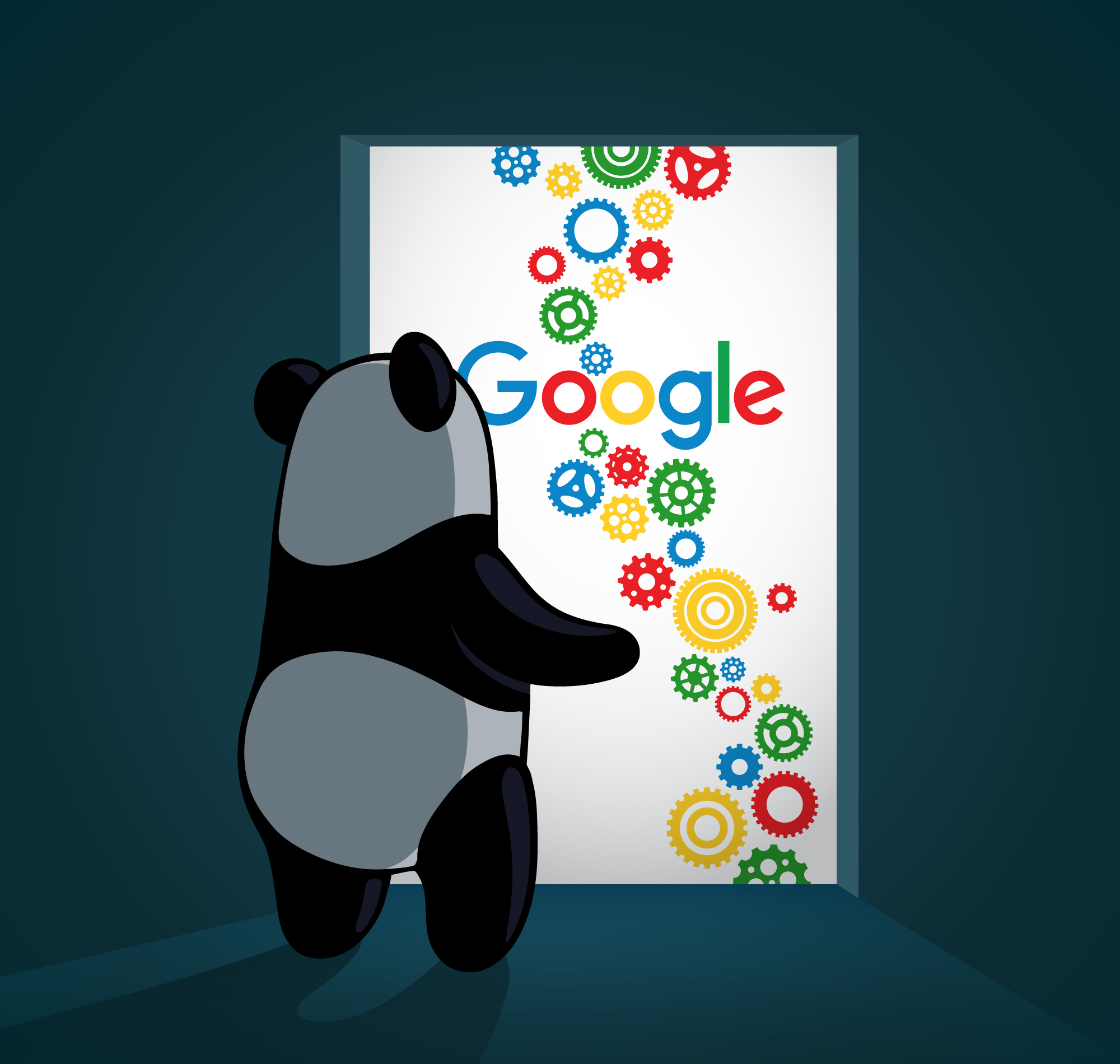
Google creó este algoritmo para que no se duplicase el contenido, esto sirve entre otras cosas para que las webs organicen sus urls y que no se hable de lo mismo en varias páginas de una misma web.

Google Panda es un cambio al algoritmo de clasificación de los resultados de búsqueda de Google, su primera versión fue liberada en febrero del 2011. El cambio apuntó a bajar el rango de "sitios de baja calidad" o "sitios pobres", y devolver los sitios de mayor calidad cerca de la parte superior de los resultados de la búsqueda. El nombre "Panda" proviene del ingeniero de Google Navneet Panda, quién desarrolló la tecnología que hizo posible para Google crear e implementar el algoritmo. CNET Informó un aumento en el ranking de sitios web de noticias y sitios de redes sociales, y una caída en la clasificación para los sitios que contienen grandes cantidades de publicidad. Este cambio según lo reportado afectó la clasificación de casi el 12 por ciento de todos los resultados de la búsqueda. Poco después de la implementación de Panda, muchos sitios web, incluyendo el foro para webmasters de Google, se llenaron de quejas de infractores de derechos de autor y dueños de sitios scrapers (webs que copian contenidos de otros sitios usando web scraping) para conseguir una mejor clasificación que los sitios con contenido original. En un momento dado, Google pidió públicamente datos para ayudar a detectar mejor los scrapers. Google Panda ha recibido varias actualizaciones desde el original lanzado en febrero del 2011, y el efecto fue global en abril del 2011. Para ayudar a los editores afectados, Google proporciona un aviso en su blog, dando así alguna orientación para la autoevaluación de la calidad de un sitio web. Google ha proporcionado una lista de 23 puntos clave en su blog para responder a la pregunta "¿Qué cuenta como un sitio de alta calidad?" que se supone ayudará a los webmasters a "entrar en la mentalidad de Google".

## Factores para elranking
La patente de Google Panda (patente 8,682,892), presentada el 28 de septiembre de 2012, fue otorgada el 25 de marzo de 2014. La patente establece que Google Panda crea con un sitio una proporción de backlinks (enlaces externos entrantes) y consultas de referencia, consultas de búsqueda para la calificación del sitio. Esa proporción se utiliza entonces para crear un factor de modificación de todo el sitio. El factor de modificación de todo el sitio se utiliza luego para crear un factor de modificación de una página sobre la base de una consulta de búsqueda. Si la página no cumple con un determinado umbral, el factor de modificación se aplica y, por lo tanto, la página se puede clasificar peor en la página de resultados de búsqueda.
Google Panda afecta a la clasificación de un sitio completo o una sección específica en lugar de solo las páginas individuales de un sitio. Google dice que sólo tiene unas pocas páginas de mala calidad o contenido duplicado para mantener el tráfico en un sitio sólido de otra forma, y recomienda eliminarse este tipo de páginas, bloqueado de ser indexados por el buscador, o reescrito. Aun así, Matt Cutts, cabeza de webspam en Google, advierte que reescribiendo contenido duplicado de modo que este sea original no puede ser suficiente para recuperarse de Panda, la reescritura tiene que ser de calidad suficientemente alta, cuando tal contenido trae "valor adicional" a la web. Contenido que es general, no específico, y no es sustancialmente diferente de lo que ya está ahí fuera, no se debe esperar que sea posicionado bien: "Esos otros sitios no están aportando un valor adicional, si bien no son duplicados no aportan nada nuevo a la mesa"
Google Panda es el algoritmo relacionado con el SEO On page de una página web y desde su lanzamiento ha ido modificándose de manera constante, con el objetivo de premiar las webs de alta calidad y de penalizar aquellas webs de SPAM. A continuación se indican algunos puntos a trabajar para que el algoritmo Panda nos beneficie, todos ellos sacados de una guía SEO:
- Densidad de palabras clave: el porcentaje recomendado de aparición de la keyword sobre el contenido total sería entre el 1 y el 2%. Pasar este porcentaje podría considerarse Keyword Stuffing, lo cual está considerado una técnica de black hat SEO. Un porcentaje inferior suele ser poco eficaz a la hora de posicionar.
- Sitemap: el sitemap es el esqueleto de la web, algo fundamental para facilitar el rastreo de los motores de búsqueda. Lo recomendable es crear uno, ponerlo en el pie de la web y dárselo también a Google Search Console para que lo rastree con asiduidad.
- Enlaces internos: el orden es fundamental para Google, y que el contenido esté relacionado entre sí, también. Por ello todas las páginas deben de contar con enlaces, además, la home debe de ser la página con más enlaces de toda la web.
- Uso de encabezados: los encabezados permiten indicar el nivel de importancia que tiene un contenido. Cada página tiene que tener un H1 y al menos un H2, siendo posible colocar hasta el H6. Es importante que no haya más de un H1 y que los encabezados no se salten niveles, después de un H2 no puede ir un H5, por ejemplo. Es interesante incluir la keyword en los encabezados.
- Etiqueta Alt en imágenes: los rastreadores no tienen la capacidad de ver las imágenes, por eso la etiqueta Alt es tan importante. Con ella le diremos a Google sobre que trata la imagen, siendo interesante incluir la keyword a posicionar.
- URLs amigables: no deben de contener caracteres raros o especiales, ni guiones bajos, @ o símbolos. Además, deben de ser cortas y fáciles de leer.
- Meta tittle y meta description: información fundamental para que Google puede obtener una parte del texto destacado de la página. Debe de incluir las keywords y no debe de sobrepasar un límite estipulado.

## Actualizaciones
Para los primeros dos años, las actualizaciones de Google Panda estuvieron siendo lanzadas aproximadamente una vez al mes, pero Google declaró en marzo del 2013 que las actualizaciones futuras serían integradas al algoritmo y por tanto sería menos evidentes y continuas.
Google lanzó una "lenta implementación" de Panda 4.2 empezando el 18 de julio de 2015.